# Liste der Baudenkmäler in Bergheim (Oberbayern)
Auf dieser Seite sind die Baudenkmäler in der oberbayerischen Gemeinde Bergheim zusammengestellt. Diese Tabelle ist eine Teilliste der Liste der Baudenkmäler in Bayern. Grundlage ist die Bayerische Denkmalliste, die auf Basis des Bayerischen Denkmalschutzgesetzes vom 1. Oktober 1973 erstmals erstellt wurde und seither durch das Bayerische Landesamt für Denkmalpflege geführt wird. Die folgenden Angaben ersetzen nicht die rechtsverbindliche Auskunft der Denkmalschutzbehörde.

## Baudenkmäler nach Gemeindeteilen

### Bergheim
| Lage                           | Objekt            | Beschreibung | Akten-Nr.                       | Bild           |
| ------------------------------ | ----------------- | --- | ------------------------------- | -------------- |
| Hauptstraße 12 (Standort)      | St. Mauritius     | Katholische Pfarrkirche, Chorturmkirche, Saalkirche, im Kern 14. Jahrhundert, 1744 Umbau und Turmerhöhung; mit Ausstattung; – Friedhofsummauerung, mit Strebepfeilern, Eingang von Osten und Pforte nach Westen, 17./18. Jahrhundert. | D-1-85-118-1 Wikidata           | weitere Bilder |
| Hauptstraße 14 (Standort)      | Kapelle St. Maria | Saalraum, erbaut 1748; mit Ausstattung; in der Südostecke des Friedhofs. | D-1-85-118-1 zugehörig Wikidata | weitere Bilder |
| Hauptstraße 21 (Standort)      | Gasthaus          | Zweigeschossiger traufseitiger Bau mit Halbwalmdach, rau geputztem Erdgeschoss mit Nuten und Gurtgesims, Mitte 19. Jahrhundert; schmiedeeiserner Ausleger, 18. Jahrhundert.                                                           | D-1-85-118-5 Wikidata           | Gasthaus       |
| St.-Mauritius-Weg 1 (Standort) | Pfarrhof          | Pfarrhaus zweigeschossiger Satteldachbau mit Zahnschnittfries, 1865/66; nördlich Pfarrstadel, Massivbau mit Satteldach, 1865/66; südwestlich Wasch- und Backhaus, 1865/66.                                                            | D-1-85-118-7 Wikidata           | Pfarrhof       |

### Attenfeld
| Lage                       | Objekt                | Beschreibung | Akten-Nr.              | Bild                  |
| -------------------------- | --------------------- | --- | ---------------------- | --------------------- |
| Brunnholz (Standort)       | St. Willibaldskapelle | Sogenannte Willibaldsruh, rechteckige Kapelle mit Satteldach und segmentbogigem Eingang, 1926; mit Ausstattung; Felsblock, mit Vertiefungen, in denen Wasser steht (vgl. Willibaldslegende); im Wald, 1100 m westlich des Ortes Attenfeld. | D-1-85-118-12 Wikidata | St. Willibaldskapelle |
| Kirchenweg 1 (Standort)    | St. Ägidius           | Katholische Filialkirche, spätromanische Saalkirche, 12./13. Jahrhundert, Turmaufsatz erste Hälfte 18. Jahrhundert; mit Ausstattung; Friedhofsmauer, aus unverputzten Kalksteinquadern, wohl 18. Jahrhundert.                              | D-1-85-118-9 Wikidata  | St. Ägidius           |
| Nähe Dorfstraße (Standort) | Dorfkapelle           | Kleiner Satteldachbau, zweite Hälfte 19. Jahrhundert; beim Gasthaus. | D-1-85-118-11 Wikidata | Dorfkapelle           |

### Hennenweidach
| Lage                        | Objekt   | Beschreibung                                           | Akten-Nr.              | Bild     |
| --------------------------- | -------- | ------------------------------------------------------ | ---------------------- | -------- |
| In Hennenweidach (Standort) | St. Anna | Kapelle mit geschweiftem Giebel und Vorhalle, 1910/12. | D-1-85-118-13 Wikidata | St. Anna |

### Igstetterhof
| Lage                         | Objekt     | Beschreibung                                                                       | Akten-Nr.              | Bild       |
| ---------------------------- | ---------- | ---------------------------------------------------------------------------------- | ---------------------- | ---------- |
| Igstetterhof 1 (Standort)    | Stadel     | Westflügel, mit Flachsatteldach, 18./19. Jahrhundert.                              | D-1-85-118-15 Wikidata | Stadel     |
| Stockschlagbreite (Standort) | St. Helena | Kapelle, kleiner rechteckiger Bau mit halbkreisförmigen Fenstern, 18. Jahrhundert. | D-1-85-118-14 Wikidata | St. Helena |

### Unterstall
| Lage                                 | Objekt                        | Beschreibung | Akten-Nr.              | Bild                          |
| ------------------------------------ | ----------------------------- | --- | ---------------------- | ----------------------------- |
| Joshofener Straße (Standort)         | Conlersäule oder Richtersäule | Bildstock, bezeichnet mit dem Jahr 1626/1631/1632; am südlichen Ortsausgang. | D-1-85-118-22 Wikidata | Conlersäule oder Richtersäule |
| Nördliches Neuburger Feld (Standort) | Feldkreuz                     | Doppelbalkenkreuz, mit Arma Christi, Anfang 19. Jahrhundert; am Weg nach Ried. | D-1-85-118-24 Wikidata | Feldkreuz                     |
| Ortsring 1 (Standort)                | St. Magnus                    | Katholische Pfarrkirche, im Kern spätmittelalterliche ehemalige Chorturmkirche, erweitert erstes Viertel 17. Jahrhundert und 1950; mit Ausstattung; Friedhofsmauer, wohl 17./18. Jahrhundert. | D-1-85-118-16 Wikidata | weitere Bilder                |
| Ortsring 4 (Standort)                | Nebengebäude                  | Südflügel, eingeschossiger Bau, ehemals mit Zwicktaschendach, wohl 18. Jahrhundert. | D-1-85-118-18 Wikidata | Nebengebäude                  |
| Ortsring 41 (Standort)               | Kapelle                       | Moderner schlichter Satteldachbau; mit historischer Ausstattung; bei Haus Nr. 41. | D-1-85-118-20 Wikidata | Kapelle                       |
| Sonnenstraße 4 (Standort)            | Ehemaliger Zehntstadel        | Bau mit Flachsatteldach und segmentbogigem Mitteltennentor, über dem Tor übertünchter Wappenstein des Bischofs von Eichstätt, bezeichnet mit dem Jahr 1667.                                   | D-1-85-118-19 Wikidata | Ehemaliger Zehntstadel        |
| Straßäcker (Standort)                | Grenzstein                    | Obeliskform mit den Wappen von Bayern und Eichstätt, bezeichnet mit dem Jahr 1818; ca. 2 km NNW an der Kreisgrenze beim Straßenkreuz.                                                         | D-1-85-118-25 Wikidata | Grenzstein                    |
| Vogelberg (Standort)                 | Kreuzstein                    | Wohl 16. oder 17. Jahrhundert; am Weg nach Ried. | D-1-85-118-23 Wikidata | Kreuzstein                    |
| Weinstraße (Standort)                | Bildstock                     | Bezeichnet mit dem Jahr 1620; am westlichen Ortsausgang. | D-1-85-118-21 Wikidata | BW                            |